# Pare (Ethnie)
Die Pare, Wapare oder Asu sind eine Ethnie im nordöstlichen Tansania, die südöstlich des Kilimandscharo im Pare-Gebirge lebt. 

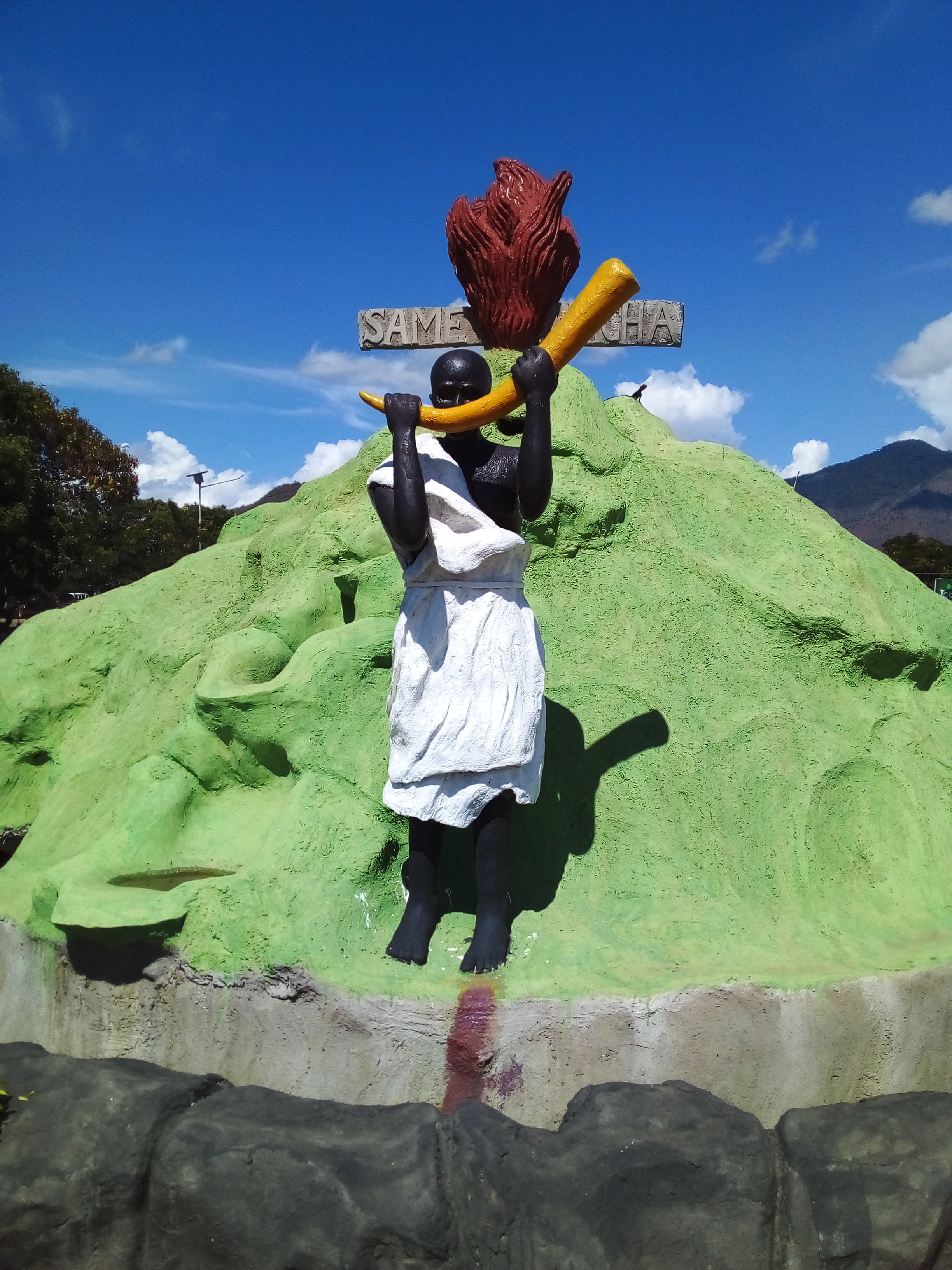
Statue in traditioneller Pare-Kleidung

## Geografie
Die Ethnie umfasst rund 750.000 Menschen, die in den Distrikten Mwanga und Same der Region Kilimandscharo und in den Regionen Manyara und Tanga leben.

## Geschichte
Ausgrabungen zeigen, dass im Gebiet des nördlichen Pare-Gebirges bereits am Ende des ersten Jahrtausends Eisen erzeugt wurde. Die Basis war eisenhaltiger Schwarzsand, der in unmittelbarer Umgebung der Schmelzstätten zwischen Mwanga und dem Jipe-See vorhanden war. Die Eisenherstellung erfolgt bis in das 20. Jahrhundert.

## Lebensweise und Kultur
- Sprache: Die Sprache Paru gehört zur Bantu-Sprachgruppe und wird auch als Kipare, Asu, Casu, Chasu, Athu und Chathu bezeichnet.[3]
- Religion: Der Großteil der Pare bekennen sich heute zum Christentum.[1]